# Дарко Танасковић
Дарко Танасковић (Загреб, 4. јануар 1948) српски је исламолог, филолог оријенталиста, универзитетски професор, књижевник, књижевни преводилац, дипломата и академик.
Бивши је амбасадор Југославије у Републици Турској, Азербејџану и Ватикану, као и амбасадор Србије при Унеску. На Филолошком факултету Универзитета у Београду био је управник Катедре за оријенталистику, продекан, председник Савета и Управног одбора. Током професорске каријере по позиву је предавао на многим универзитетима у региону и свету.
Члан је Европске академије наука и уметности и Академије наука и умјетности Републике Српске, као и Научног друштва Србије. Почасни је члан оснивач Удружења за културу, уметност и међународну сарадњу „Адлигат”, у коме се од 2017. године налази његов легат.

## Биографија

### Породица и школовање
Дарко Танасковић рођен је 4. јануара 1948. године у Загребу. Отац Рајко Танасковић (1917–1984), пореклом из села Прељина, код Чачка, био је доктор војних наука, учесник Народноослободилачке борбе и генерал-пуковник ЈНА. Мајка Инес Веслај (Wesley) Танасковић (1920–1979), рођена у Сремској Митровици, била је доктор физиологије, пуковник ЈНА, начелник Института за војномедицинску документацију и информатику ВМА, као и професор Медицинског факултета Универзитета у Београду. Има млађу сестру Станку Танасковић (рођ. 1957).
Дарко је класичну гимназију (осмогодишњу) завршио у Београду. Године 1966. уписао је Филолошки факултет Универзитета у Београду, где је дипломирао оријенталну филологију 1970, затим магистрирао 1972. године. Током 1976/77. године боравио је у Тунису као студент, а потом је 1979. докторирао на Филолошком факултету са дисертацијом „Арапски језик у савременом Тунису – диглосија и билингвизам“.
Говори француски, енглески, арапски, турски, италијански и руски језик, а образовање је стекао и у класичним језицима попут старогрчког и латинског.

### Професорска каријера
Године 1971. Танасковић је постао асистент-приправник за оријенталну филологију на Катедри за оријенталистику Филолошког факултета, затим доцент 1980. године, а као ванредни професор радио је од 1981. године. За редовног професора примљен је 1989. године и на факултету је радио све до пензионисања 2018. године. Предавао је, између осталог, предмете Арапски језик, Турски језик, Увод у оријенталну филологију, Персијску књижевност, а потом и Арапску књижевност и Основе исламске цивилизације. На постдипломским студијама (магистарским и докторским) предавао је Увод у упоредну граматику семитских језика, Лингвистичку и Књижевну арабистику, Ислам и хришћанство, Исламски фундаментализам и друго. Једно време је радио као управник Катедре за оријенталистику, продекан Филолошког факултета и председник Савета и Управног одбора Филолошког факултета. Био је и члан Комисије за матичност, Управног одбора и Савета Универзитета у Београду, као и председник Одбора за хуманистичке науке при Заједници, односно Министарству науке Републике Србије.
Током професорске каријере по позиву је предавао на универзитетима у Скопљу, Сарајеву, Алжиру и Риму, као и на Високој школи за друштвене науке (Ecole des Hautes Etudes en Sciences Sociales) у Паризу. Од 1999. године држао је предавања и на Универзитету примењених наука „Мегатренд“, а потом и на Академији за дипломатију и безбедност, Факултету за медије и комуникације и Православном богословском факултету у Београду, као и Факултету политичких наука и Филолошком факултету у Бања Луци. Био је сарадник на Београдској отвореној школи (БОШ), Институту за геополитичке студије у Београду и од 2018. године сарадник Института за стратешке студије при Факултету за дипломатију и безбедност. Радио је и као професор по позиву у ЕЦПД Универзитету УН у Београду (од 2007).
Од 1990. године професор Танасковић је члан Извршног комитета Европског универзитета (Université Euro-Arabe Itinérante) у Риму, а од 1995. члан Европске академије наука и уметности (Academia Scientiarum Et Artium Europea) у Салцбургу. Танасковић је такође дописни члан друштва за турски језик (Türk Dil Kurumu) у Анкари (од 2000) и инострани члан Академије наука и умјетности Републике Српске (од 2015), као и члан Научног друштва Србије (од 2016) и Српске подружнице Римског клуба (од 2019).
Професор Танасковић члан је Удружења књижевних преводилаца, Удружења књижевника Србије и српског ПЕН-клуба, те члан Спољнополитичког савета Министарства спољних послова Србије од 2010. године, Управног одбора СКЗ и Управног одбора Института за књижевност и уметност у Београду. Био је председник Савета Дипломатске академије „Коча Поповић” 2013. године. Од 2016. године је почасни председник Друштва српско-азербејџанског пријатељства. 8. децембра 2023. објављено је да је један од потписника подршке листи „Александар Вучић – Србија не сме да стане“, пред парламентарне изборе у Србији, заказане за 17. децембар 2023.

### Дипломатска каријера
Проф. др Дарко Танасковић био је на дужности амбасадора Савезне Републике Југославије у Републици Турској од 1995. до 1999. године, а у Азербејџану од 1998. до 1999. године. Био је амбасадор при Светој Столици (у Ватикану) и при Малтешком витешком реду од 2002. до 2008. године. Обављао је дужност сталног представника Србије при Унеску од 2015. до 2018. године.
Током својих дипломатских дужности, прикупио је многе ретке књиге и издања за своју личну библиотеку, понекад доносећи и читаве кутије књига назад у Београд. Током деценија живота и рада сакупио је важну, ретку и вредну колекцију књига која обухвата најважнију колекцију оријенталистике у југоисточном делу Европе, изузетну библиотеку о арапском свету, исламу, Босни и Турској.

## Легат Дарка Танасковића
Проф. др Дарко Танасковић 2017. године започео је формирање свог легата у Удружењу за културу, уметност и међународну сарадњу „Адлигат” у Београду. Приликом потписивања уговора, као симбол доброг почетка сарадње, поклонио је Удружењу изузетно редак примерак првог издања „Практичног арапско-француског речника” (Dictionnaire pratique Arabe-Francais) из 1871. године, француског арабисте и главног преводиоца француске војске у Алжиру Марселина Босијеа. Ову ретку књигу професор Танасковић набавио је током једногодишњег студијског боравка у Тунису (1976/77).
Танасковић је Удружењу поклонио и збирку књига, часописа и других материјала које је сакупљао дуже од четрдесет година, а међу књигама из његове библиотеке посебно се истичу издања арабистике, туркологије и речници за учење арапског језика. У библиотеци се налази и књига са посветом турског нобеловца Орхана Памука коју је Танасковићу писац лично потписао током боравка у Београду 2006. године.
Поред библиотеке, у легату професора Танасковића налази се и мноштво других предмета: диплома, захвалница, фотографија са значајним људима које је сретао током дуге и успешне каријере, попут фотографија са папом, као и председником Азербејџана.

## Приватни живот
Професор Танасковић ожењен је Весном Танасковић, рођеном Перовић, ћерком глумца Слободана Цице Перовића. Заједно имају троје деце: Марка, Јелену и Марију.

## Награде и одликовања
Добитник је награде Златни беочуг за трајни допринос култури Београда 2009. године, Изузетне Вукове награде 2014. и сретењске Златне медаље за заслуге 2019. године. Уручено му је признање „Културни образац” 2018. године. У Министарству спољних послова додељена му је почасна титула првог „Доајена српског елитног дипломатског ешалона са лентом”. Танасковић је тридесети добитник награде Беловодска розета, која се додељује истакнутим личностима које су допринеле развоју српске културе и уметности и очувању историјских и духовних вредности. Августа 2022. добио је Награду „Стефан Првовенчани”. Новембра 2022. у Беранама му је додељена Награда „Проф. др Божидар Бојовић – слава Србину”.
Одликовања
| Награда или одликовање | Награда или одликовање                                          | Одликује                 |
| ---------------------- | --------------------------------------------------------------- | ------------------------ |
|                        | Орден папе Пија IX, Велики крст                                 | Света столица            |
|                        | Орден Великог крста Малтешког витешког реда за војничке заслуге | Малтешки витешки ред     |
|                        | Црквени орден Светог Саве другог реда, 2019. године             | Српска православна црква |

## Дела
Објавио је преко 600 научних и стручних радова из области широко схваћене оријенталистике, од којих су неки преведени и објављени на страним језицима. Међу бројним радовима истичу се књиге:
- „Арапска поезија” (1977)
- „Суфизам ”(са И. Шопом, 1981, 2012)
- „Арапски језик у савременом Тунису” (1982)
- „Контрастивна анализа арапског и српскохрватског језика” (1982)
- „У дијалогу с исламом” (1992)
- „Турско-српски речник” (у коауторству са С. Ђинђићем и М. Теодосијевић, 1997)
- „На Истоку Запада” (са М. Јевтићем, 2000, два издања)
- „Аутономија мишљења“ (у колекцији М. Јевтића „Одговори“, разговори, 2000)
- „Ислам и ми” (2000, четири издања)
- „Континуитет кризе и могући исходи” (с групом аутора, 2001)
- „Граматика арапског језика” (са А. Митровић, 2005, два издања)
- „Ислам: догма и живот” (2008, 2018)
- „Аутономија мишљења” (са М. Јевтићем, 2009, 2016)
- „Неоосманизам - повратак Турске на Балкан: доктрина и спољнополитичка пракса” (2010, 2011, 2015)
- „Голуб који није постао птица” (2012)
- „Белези времена” (2014)
- „Из дана у дан” (2015)
- „Пусто турско” (2021)[19]
- „Бошњаци на странпутици „босанства” (2023)
- „Религија у друштву, култури и политици : изабрани радови” (2024)[20][21]

## Галерија
- Радни сто и писаћа машина Дарка Танасковића у соби његовог легата.
- Турска табакера за дуван стара око 150 година. Један од поклона Танасковића Удружењу „Адлигат”.
- Посвета Орхана Памука Дарку Танасковићу, 2006.
- „Практични арапско-француски речник” (Dictionnaire pratique Arabe-Francais), Алжир, 1871, прво издање.
- Део легата Дарка Танасковића; фотографије, захвалнице и друго.
- Старе књиге из легата др Танасковића